# Limnia (Ponto)
La Limnia (in greco τα Λιμνία?) era la suddivisione più occidentale dell'Impero medievale di Trebisonda, costituita dalla costa meridionale del Mar Nero intorno alla foce del fiume Yeşilırmak.
Anthony Bryer fa risalire le sue origini a una base di rifornimento bizantina chiamata Kinte, utilizzata dall'imperatore Giovanni II Comneno nel solstizio d'inverno del 1140. Nel secolo successivo, "divenne infine la roccaforte trapezuntina della Limnia, con una sede episcopale e tredici fortezze imperiali; figura nelli portolani fino al XVI secolo" Nel 1297, l'imperatore trapezuntino Giovanni II Mega Comneno morì mentre si trovava a Limnia. Nel 1317, secondo Bryer, sebbene "fosse l'ultimo e il più basso dei suffraganei di Amaseia, i suoi vescovi assunsero i diritti metropolitani della città interna". "D'altra parte, Speros Vryonis spiega che il metropolita di Amaseia, Callisto, che era stato nominato per riempire un posto vacante da lungo tempo nel 1315, non era riuscito a entrare nella sua sede e nel 1317 un decreto sinodale gli aveva ordinato di risiedere in Limnia "fino a quando le condizioni non fossero migliorate e i turchi non gli avessero permesso di entrare in Amaseia".
Nel 1384 si trova l'ultimo riferimento a un vescovo di Limnia: in un documento superstite si legge che il vescovo fu incaricato di assumere l'amministrazione di Amaseia perché il metropolita non poteva entrare nel territorio. Nel 1386, a Tajeddin çelebi, emiro di Limnia, successe il figlio Altamur. Tra le due date, la Limnia uscì irrimediabilmente dal controllo trapezuntino e divenne un possedimento Oghuz. La sua ultima menzione è del 1580, nella mappa di Ortelio.